# 버니 깁슨
버니 깁슨(Bunny Gibson, 1946년 1월 19일 ~ )은 미국의 배우, 무용가이다.

## 영화
- 프롬 할리우드 투 로즈 (2016년)
- 아메리칸 섹스파티 (2013년) - 롤라 역
- 플랜 B (2010년)
- 아메리칸 호스트 (2007, Cougar Club)
- 크립쇼 3 (2006년)
- 칼라 (2005년)
- 하우스메이트 (1994년)
- 섹시 파트너 (1994년)